# إكزافيير وودز
 أوستن واتسون  (بالإنجليزية: Xavier Woods) 4 سبتمبر 1986 مصارع أمريكي محترف يصارع في الدبليو دبليو إي تحت اسم زافيير وودز وهو أحد أعضاء فريق (اليوم الجديد)  The New Day  وهم كوفي كنغستون وبيغ إي.

## الدبليو دبليو إي

### سنة 2013 - 2014
في نوفمبر 2013 في عرض الراو ضهر وودز لأول مرة عندما لعب هو وار تروث ضد درو ماكنتاير وجيندر مهال وفازا، وبعدها بأسبوع فاز وودز على هيث سلايتر، وفي 29 نوفمبر دخل وودز في عداء مع المصارع الضخم برودس كلاي، وبعدها في عرض راو خسر وودز أول مباراة له عندما خسر هو وار تروث ضد تنساي وبرودس كلاي، وبعدها عاد تروث ووودز بالإوز عليهما، وبعدها في نهاية العداء تمكن وودز من هزيمة برودس في عرض سوبرستارز، وفي عرض راسلمينيا30 شارك كل من وودز وتروث في مباراة تكريم أندريه العملاق ولكنهما خسراها، وفي عرض القواعد التطرفة  EXTREME RULES  خسر وودز وتروث ضد أليكساندر روسيف في مبارو 2 ضد 1 , وفي عرض أرض المعركة2014 يوم 20 يوليو شارك وودز في باتل رويل على بطولة القارات ولكنه أقصي من قبل كالي.

### سنة 2014 - 2015
في 29 نوفمبر 2014 في عرض السماك داون ضهر فريق اليوم الجديد لأول مرة بعد فوزهم على هيث سلايتر، تايتوس اونيل وكورتيس اكسل، وبعدها دخل الفريق في عداء مع جولداست وستارداست وأنتصر اليوم الجديد في عرض  TLC  بتاريخ 2014/12/14.

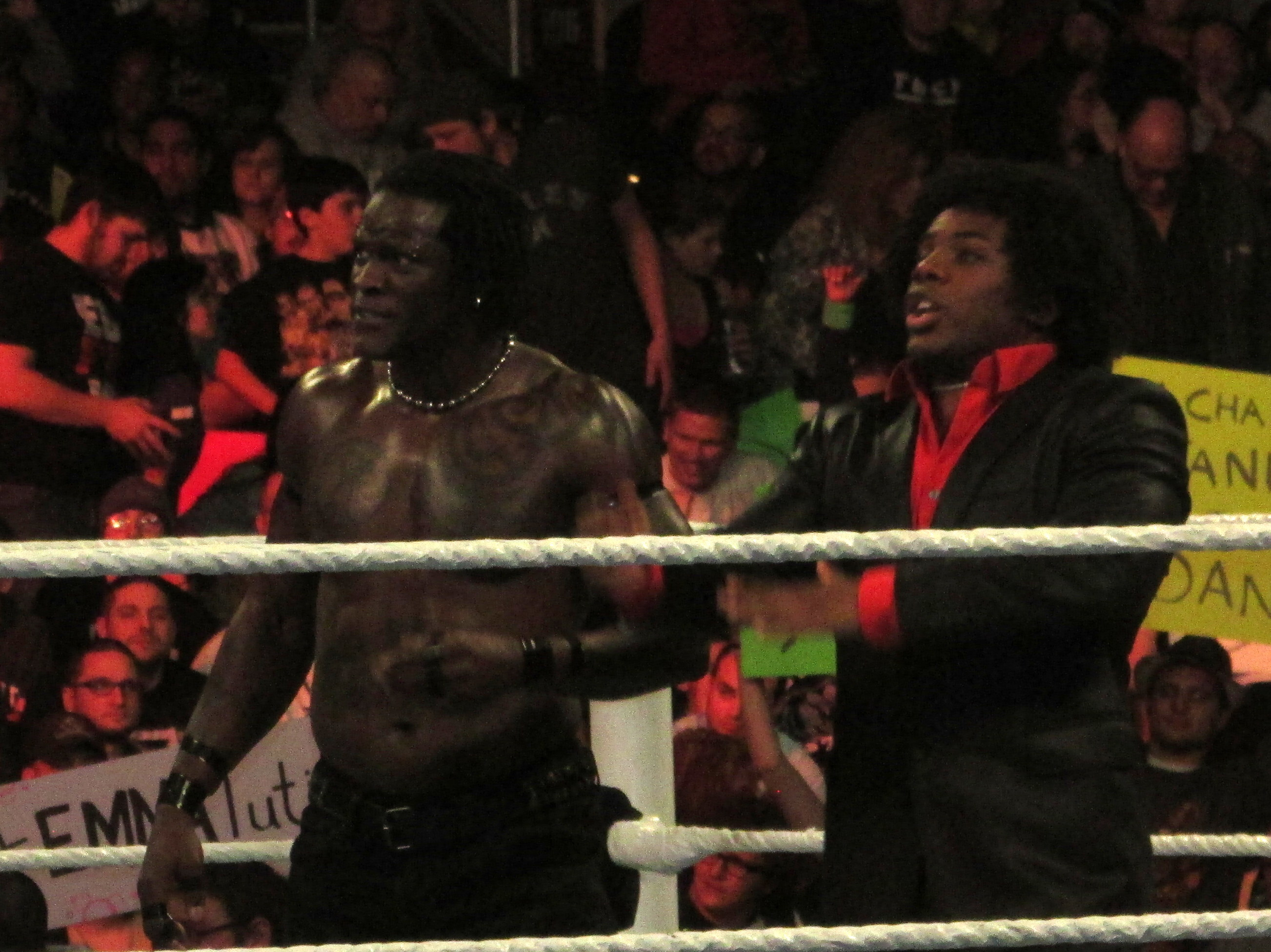
وودز مع ار تروث في 2014.

## روابط خارجية
- إكزافيير وودز على موقع IMDb (الإنجليزية)
- إكزافيير وودز على موقع قاعدة بيانات الفيلم (الإنجليزية)
- إكزافيير وودز على موقع دبليو دبليو إي (الإنجليزية)
- إكزافيير وودز على موقع WrestlingData.com (الإنجليزية)
- إكزافيير وودز على موقع CageMatch worker (الإنجليزية)
- إكزافيير وودز على موقع قاعدة بيانات المصارعة على الإنترنت (الإنجليزية)
- إكزافيير وودز على موقع عالم المصارعة على الإنترنت (الإنجليزية)